# William Davenant
William Davenant (Oxford, 28 de febrero de 1606-7 de abril de 1668) fue un poeta y dramaturgo inglés, cuyas obras son características de la literatura de la Restauración inglesa.

## Biografía
Era hijo de Jane Sheperd Davenant y de John Davenant, propietario de la Taberna de la Corona (Crown Tavern) y alcalde de Oxford. William fue un privilegiado ya que tuvo como padrino a William Shakespeare que frecuentaba la taberna durante sus viajes entre Londres y Stratford-upon-Avon. Se llegó a rumorear que William era hijo biológico del autor de Hamlet. Se cree que el rumor tiene su origen en un comentario atribuido a Davenant por Samuel Butler en el que decía: "Se parecía a él (Davenant) ya que escribía con el mismo espíritu que Shakespeare y parecía feliz de que le llamaran hijo suyo".
Tras la muerte de Ben Jonson en 1637, Davenant recibió el título de "poeta laureado" en 1638. Dio su apoyo al rey Carlos I de Inglaterra durante la revolución Inglesa. Fue declarado culpable de alta traición (1641), situación que el propio rey solucionó dos años más tarde tras la batalla de Gloucester. Fue nombrado caballero en 1643. A partir de ese momento, actuó como emisario en Francia (1645) y se convirtió al catolicismo; en 1649 fue nombrado tesorero de la colonia de Virginia por Carlos II.
El año siguiente fue promovido a teniente-gobernador de Maryland pero fue capturado en el mar, encarcelado y condenado a muerte por Oliver Cromwell. Estuvo en prisión durante todo el año 1651 en la torre de Londres, lo que le dio la oportunidad de escribir su poema Gondibert. Liberado en 1652, no fue amnistiado hasta 1654. Escribió a continuación algunas obras teatrales como The Siege of Rhodes en 1656.
Después de padecer de sífilis durante cerca de cuatro decenios, Davenant murió en Londres en abril de 1668. Está enterrado en el Rincón de los Poetas de la abadía de Westminster

## Obras escénicas
En orden cronológico.
- Albovine, King of the Lombards, tragedia (h. 1626-9; impreso 1629)
- The Cruel Brother, tragedia (licencia 12 de enero de 1627; impreso 1630)
- The Just Italian, comedia (licencia 2 de octubre de 1629; impreso 1630)
- The Wits, comedia (licencia 19 de enero de 1634; impreso 1636)
- Love and Honour, tragicomedia, también previamente interpretada como The Courage of Love; y The Nonpareilles, o The Matchless Maids (licencia 20 de noviembre de 1634: impresa 1649)
- The Temple of Love,  masque (licencia 10 de febrero de 1635; impreso 1635)
- News from Plymouth, comedia (licencia 1 de agosto de 1635; impreso 1673)
- The Platonick Lovers, comedia (licencia 16 de noviembre de 1635; impreso 1636)
- The Triumphs of the Prince D'Amour, masque (interpretada 23 o 24 de febrero de 1636; impreso 1636)
- Britannia Triumphans, masque, con Inigo Jones (licencia 8 de enero de 1638; impreso 1638)
- Luminalia o The Festival of Light, masque, con Inigo Jones (licencia 6 de febrero de 1638; impreso 1638)
- The Unfortunate Lovers, tragedia (licencia 16 de abril de 1638; impreso 1643)
- The Fair Favourite, tragicomedia (licencia 17 de noviembre de 1638; impreso 1673)
- The Spanish Lovers, o The Distresses, comedia (licencia 30 de marzo de 1639; impreso 1673)
- Salmacida Spolia, masque (interpretada 21 de enero de 1640; impreso 1640)
- The Siege of Rhodes, Parte I, tragicomedia (interpretado septiembre de 1656; impreso 1656)
- The Cruelty of the Spaniards in Peru, ópera (representada e impresa en 1658)
- The History of Sir Francis Drake, historia (representada en 1658-9; impresa en 1659)
- The Siege of Rhodes, Parte II,  tragicomedia (h. 1657-9; impresa 1663)
- The Playhouse to Be Let, comedia (interpretada h. agosto 1663; impresa 1673); incluye Sir Frances Drake y The Cruelty of the Spaniards in Peru
- The Man's the Master, comedia (interpretada 26 de marzo de 1668; impresa 1669)

- Datos: Q450199
- Multimedia: William Davenant / Q450199